# Santiago Palacios
Santiago Fabio Palacios-Macedo George (Cuernavaca, 21 april 1991) is een voormalig Mexicaans voetballer die bij voorkeur als aanvaller speelt. Hij beschikt tevens over een Frans paspoort. Hij speelde van 2011 tot 2016 in Nederland, waarvan het laatste seizoen in het betaalde voetbal.

## Carrière
Palacios speelde in de jeugd voor Academia de Futbol Cuernavaca en debuteerde in 2008 bij de Mexicaanse derdeklasser Ajax Jiutepec. Vervolgens speelde hij een jaar in het onder 20 team van Pumas UNAM.
In 2011 vertrok hij via Wim Zwitserloot, een Nederlandse collega van zijn vader, naar Nederland om te gaan voetballen bij De Treffers en om te gaan studeren aan de Hogeschool van Arnhem en Nijmegen.  In het seizoen 2014/15 werd hij topscorer van de Topklasse Zondag met 27 doelpunten. Dit leverde hem in juni 2015 een transfer naar Roda JC Kerkrade op. Hij tekende een contract tot medio 2017, met een optie voor nog een jaar.
De club verhuurde hem gedurende het seizoen 2015/16 aan MVV Maastricht. Hij maakte zijn debuut in het profvoetbal op 28 augustus 2015. In de wedstrijd tegen FC Eindhoven kwam Palacios 30 minuten voor tijd het veld in voor Prince Rajcomar. Op 10 augustus 2016 werd zijn contract bij Roda JC ontbonden. De 25-jarige aanvaller keert terug naar zijn geboorteland Mexico om daar zijn carrière te vervolgen.
Hij ging aan de slag bij Pumas UNAM dat uitkwam in de Liga MX. Van juli 2017 tot en met december 2017 speelde Palacios verhuurd voor Atlético San Luis, dat uitkomt in de Ascenso MX.
In mei 2018 tekende Palacios bij het Spaanse AD Unión Adarve, dat uitkwam in de Segunda División B. In de zomerstop trok trainer Víctor Cea en zijn technische staf echter naar Cultural Leonesa, waarna de nieuwe technische staf aangaf geen plek te hebben voor Palacios. Zijn contract werd opgezegd. Nadien speelde hij in de Tercera División voor de Madrileense amateurclubs San Agustín en Pozuelo Alarcón en ging hij studeren in Madrid.